# Euceropsylla orizabensis
Euceropsylla orizabensis är en insektsart som först beskrevs av Crawford 1914.  Euceropsylla orizabensis ingår i släktet Euceropsylla och familjen rundbladloppor. Inga underarter finns listade i Catalogue of Life.